# Parois
Parois est une ancienne commune française du département de la Meuse, associée à Clermont-en-Argonne depuis 1973. 

## Géographie
Le village est situé à la confluence de la Cousances et du ruisseau de Wadelaincourt.

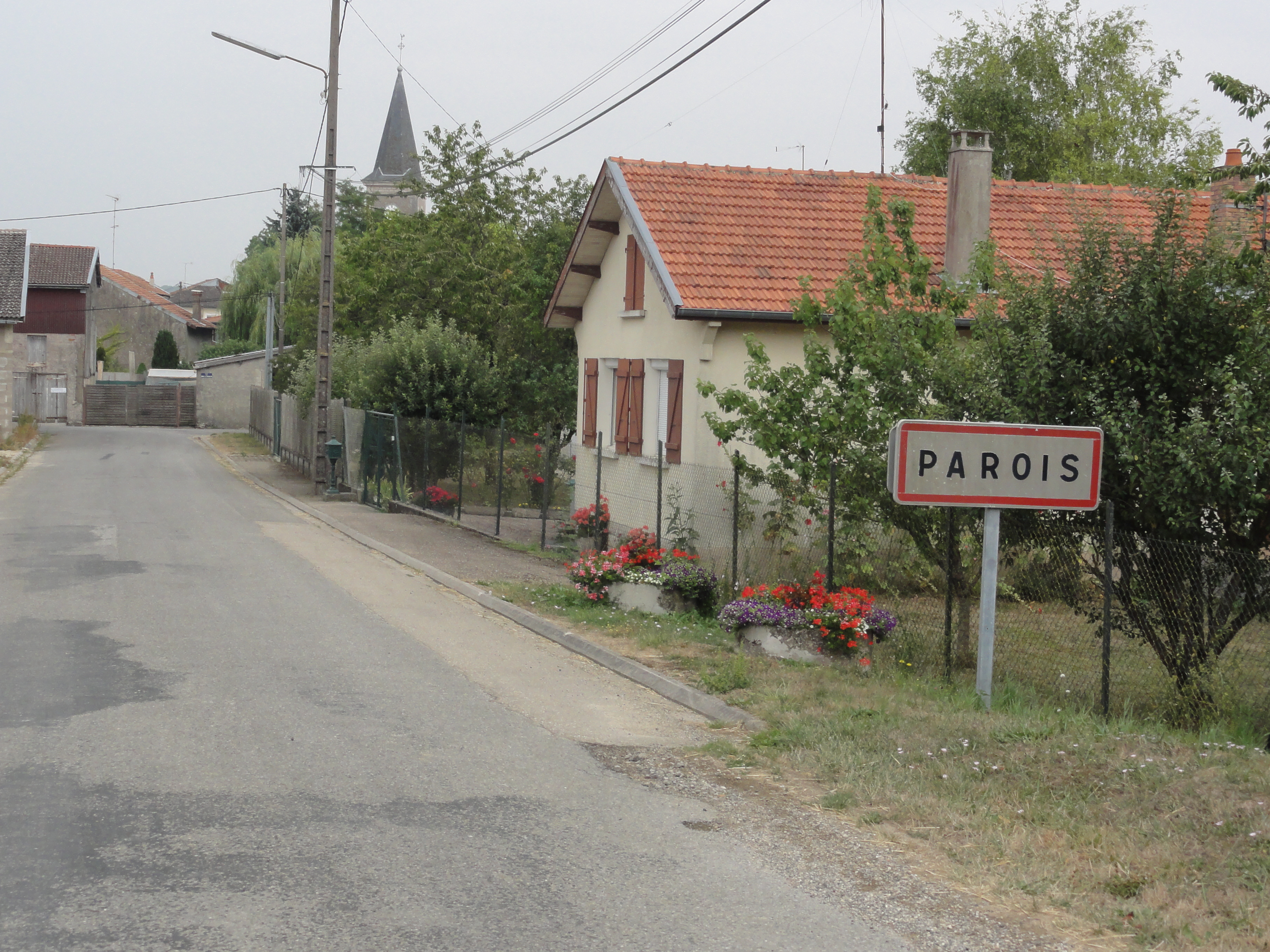
Entrée du village.

## Toponymie
Les plus anciennes mentions attestées par les documents anciens sont : 
- Ad villam Paridium nominatum, inter Consantiam et Luman en 940 (Cartulaire de l'abbaye de Saint-Vanne de Verdun)
- Ad Paridum ecclesia inter Consentiam et Lumacum en 962 (bulle papale de Jean XII)
- Parridum, 962 (Cartulaire de l'abbaye de Saint-Vanne de Verdun)
- Paridum inter Consentium et Luman en 980 et en 1015 (Cartulaire de l'abbaye de Saint-Vanne de Verdun)
- Paridum en 1047, 1049, 1061, 1115 (Cartulaire de l'abbaye de Saint-Vanne de Verdun)
- Paroye en 1208 (traité de Paix)
- Parroi en 1224 et 1226 (Cartulaire de l'abbaye de Saint-Paul)
- Proy en 1394 (Collection de Lorraine, BNF)
- Parroye, Parroys en 1547 (Wasselburg)

Selon Dom Calmet, Paedum ou Paretum ou Paredium ou Parata, signifie un fonds noble, ou une pièce de terre, ou le droit qu'un seigneur ou un évêque a de se faire traiter, quand il visite un village, ou une seigneurie. Le mot latin Hariedum, une terre, vient de la même racine que Paretum. On connait en France et notamment en Lorraine plusieurs lieux du nom de Pareix, Paroye, Parroy ou encore Parux qui s'expliquent ainsi et étaient à l'origine des franc-alleux.
Le village faisait partie du Clermontois avant 1790.

## Histoire
L'histoire de ce village ne doit pas être confondue avec celle de Parroy en Meurthe-et-Moselle qui fut le centre d'une puissante seigneurie appartenant à une famille éponyme. 
Les sources historiques indiquent que le village dépendait probablement de l'abbaye-de-Saint-Vanne-de-Verdun. L'église de Parois est d'ailleurs consacrée à Saint-Vanne qui fut le 8eme évêque de Verdun 
Le village faisait partie du Clermontois avant 1790 et donc du duché de Bar, non mouvant.

## Politique et administration
| Période                                  | Période | Identité         | Étiquette | Qualité |
| ---------------------------------------- | ------- | ---------------- | --------- | ------- |
|                                          |         | François DE RUNZ |           |         |
| Les données manquantes sont à compléter. |         |                  |           |         |

## Démographie
| 1793 | 1946 | 1954 | 1962 | 1968 |
| ---- | ---- | ---- | ---- | ---- |
| 334  | 149  | 129  | 132  | 143  |

## Lieux et monuments

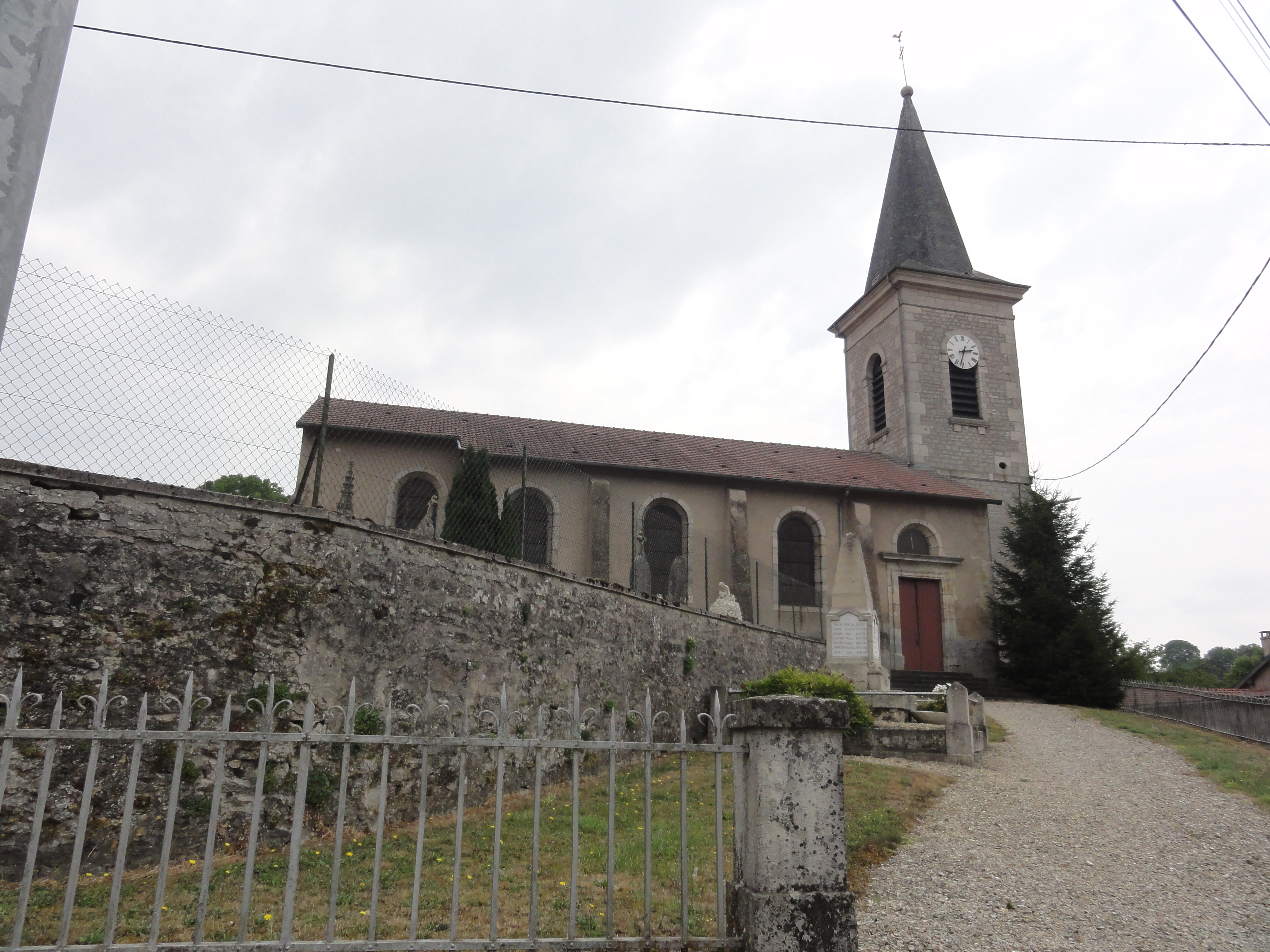
Église Saint-Vannes, construite en 1843.
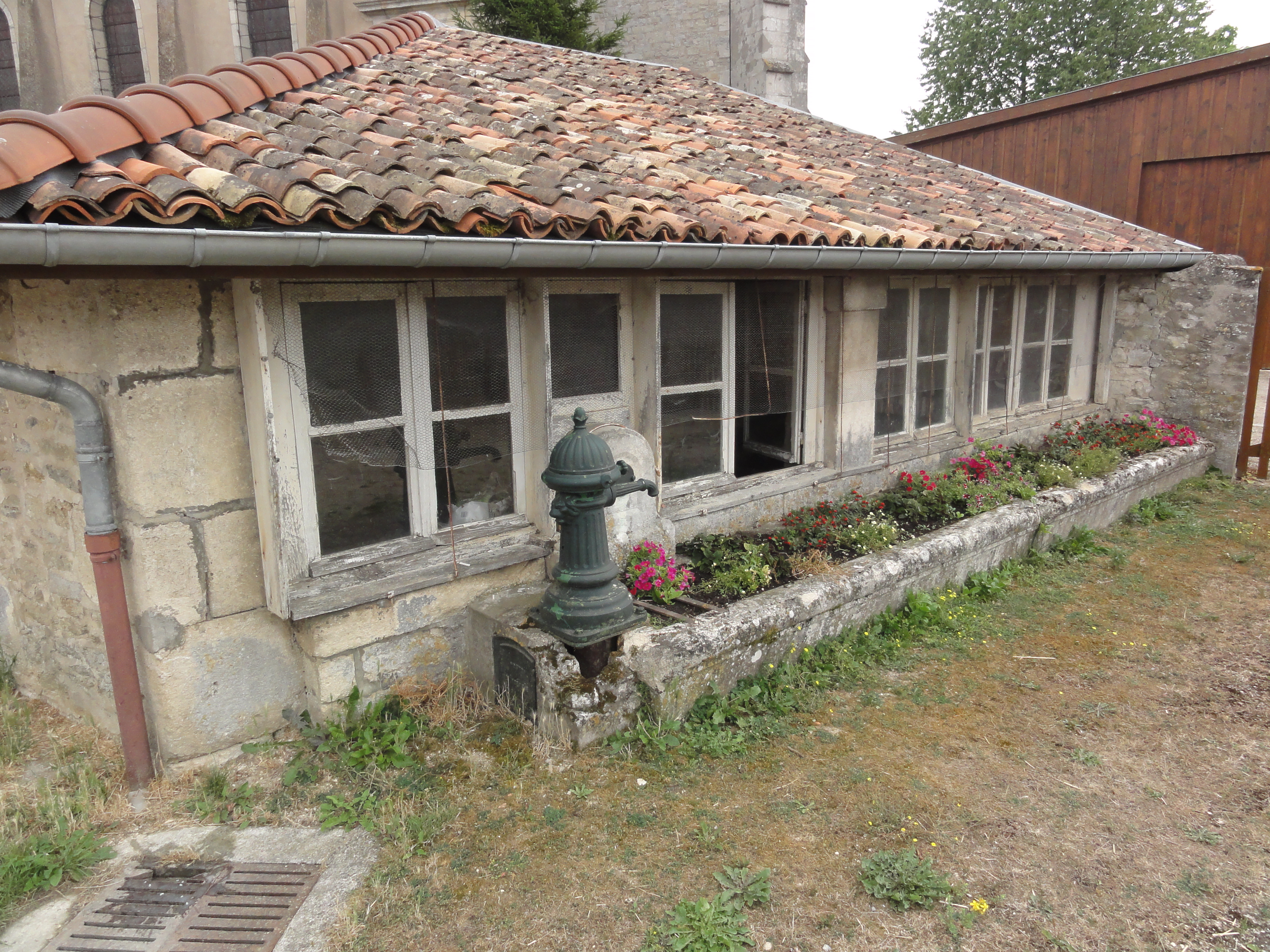
Lavoir.
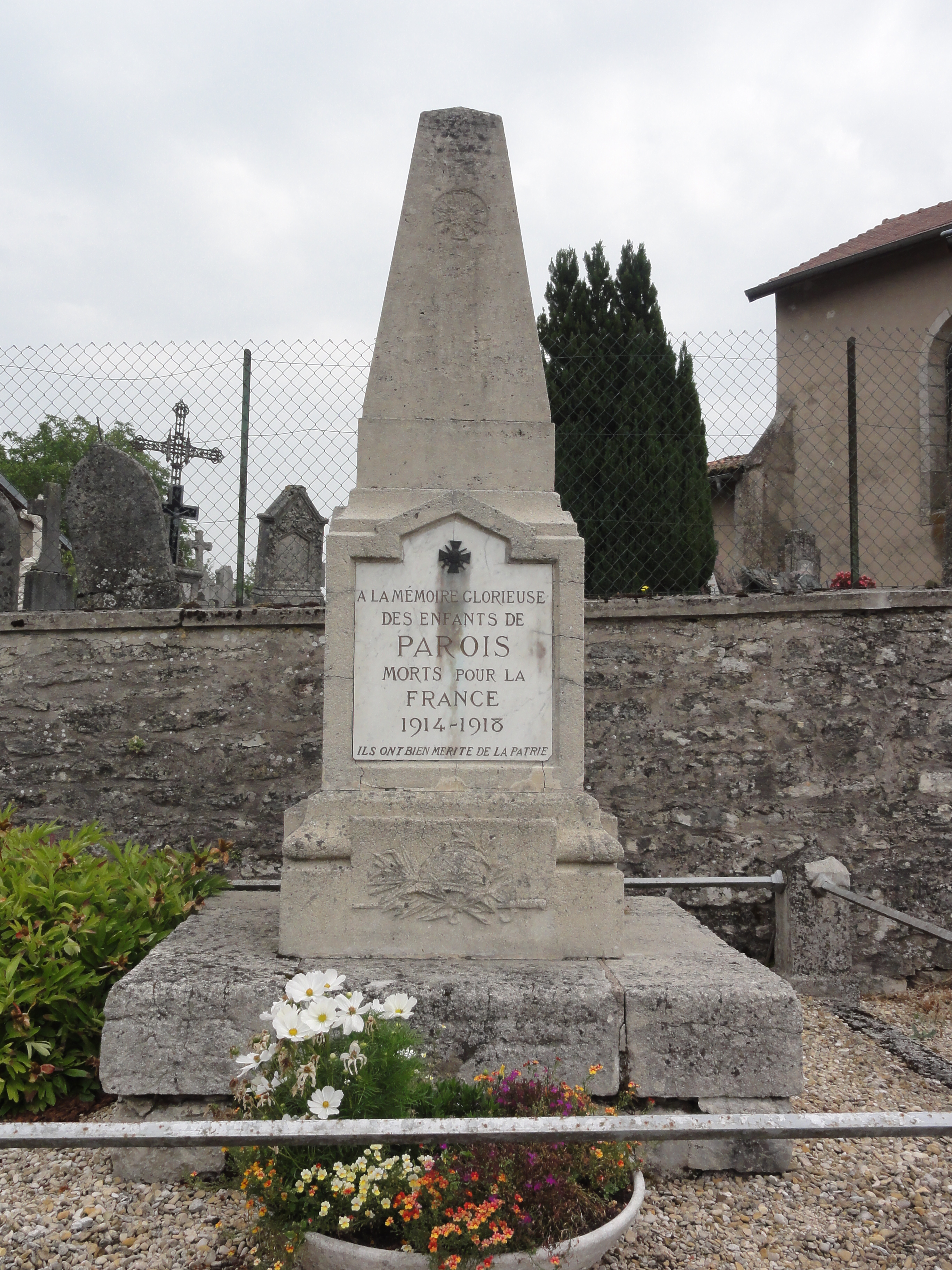
Monument aux morts.